# Північно-західний апеляційний господарський суд

Юрисдикція суду

Півні́чно-за́хідний апеляці́йний господа́рський суд — апеляційний спеціалізований господарський суд, розміщений у місті Рівному. Юрисдикція суду поширюється на Вінницьку, Волинську, Житомирську, Рівненську та Хмельницьку області.
Суд утворений 23 червня 2018 року на виконання Указу Президента «Про ліквідацію апеляційних господарських судів та утворення апеляційних господарських судів в апеляційних округах» від 29 грудня 2017 року, згідно з яким мають бути ліквідовані апеляційні господарські суди та утворені нові суди в апеляційних округах.
Рівненський апеляційний господарський суд здійснював правосуддя до початку роботи нового суду, що відбулося 5 жовтня 2018 року.
Указ Президента про переведення суддів до нового суду прийнятий 28 вересня 2018 року.

## Структура
Структура суду передбачає посади голови суду, його заступника, суддів, керівника апарату, його заступника, помічників суддів, секретарів судових засідань, інші структурні підрозділи.
Суддівський корпус формує дві судових палати:
- Судова палата № 1, що спеціалізується на розгляді справ про банкрутство та інших спорів, крім спорів про інтелектуальну власність, корпоративних спорів;
- Судова палата № 2, що спеціалізується на розгляді спорів про інтелектуальну власність, корпоративних спорів та інших спорів, крім справ про банкрутство[5].

З числа суддів, що входять до палати, обирається її секретар.

## Керівництво
Голова суду — Тимошенко Олег Михайлович
 Заступник голови суду — Гудак Алла Володимирівна
 Керівник апарату — Турович Наталія Сергіївна